# Kimæren fra Arezzo
 For alternative betydninger, se Kimære.
 Der er for få eller ingen kildehenvisninger i denne artikel, hvilket er et problem. Du kan hjælpe ved at angive troværdige kilder til de påstande, som fremføres i artiklen.

Kimæren fra Arezzo er en bronzefigur og et af de bedst kendte eksempler på etruskisk kunst. Den blev fundet i 1553 i Arezzo, en gammel etruskisk by i Toscana, og den blev snart indlemmet i storhertugen af Toscanas samling. Medici'eren Cosimo I lod den udstille i Palazzo Vecchio, og han anbragte de mindre bronzefigurer fra skatten i sit eget studiolo i Palazzo Pitti, hvor "storhertugen fandt stort behag i selv at rense dem med guldsmedeværktøj", som Benvenuto Cellini siger i sin selvbiografi. Kimæren kan fortsat ses i Firenze, men nu på det arkæologiske museum. Figuren er ca. 80 cm høj.
I græsk mytologi fortælles det, at den kæmpestore kimære hærgede sit hjemland, Lykien, indtil den blev dræbt af Bellerofon. Bronzefiguren blev først opfattet som en løve, da halen, en slange, manglede. Det stod dog hurtigt klart, at der var tale om mytologiens kimære, og faktisk blev en del af dens hale fundet blandt mindre bronzefigurer og -brudstykker, der ifølge Giorgio Vasari kom til Firenze. Den nuværende bronzehale stammer fra en restaurering i det 18. århundrede.
Kimæren stammer fra en samling bronzefigurer, som var omhyggeligt begravet af sikkerhedshensyn en gang i antikken. De blev opdaget ved et tilfælde under grøftegravning uden for Porta San Laurentino i bymuren. En bronzekopi er blevet opstillet tæt på fundstedet.
En inskription på kimærens højre forpote er blevet fortolket forskelligt, men efterhånden er der enighed om, at der står TINSCVIL. Det fortæller, at figuren var en votivgave til den øverste etruskiske gud, Tinia.